# Culicoides cordiger
Culicoides cordiger är en tvåvingeart som beskrevs av John William Scott Macfie 1934. Culicoides cordiger ingår i släktet Culicoides och familjen svidknott. Inga underarter finns listade i Catalogue of Life.